# Кашеу (округ)
Кашеу (порт. Cacheu) — регион в Гвинее-Бисау. Административный центр — город Кашеу. Площадь — 5 175 км², население — 192 508 человек (2009 год).

## География
Округ (регион) Кашеу расположен на северо-западе Гвинеи-Бисау, в её Северной провинции. На севере граничит с Сенегалом, на юге с регионом Биомбо, на востоке — с округом Ойо, на западе его территория омывается водами Атлантического океана.
Административно округ управляется из города Кашеу с населением около 9 тысяч человек. Округ Кашеу подразделяется на шесть секторов: Бигене, Була, Кашеу (здесь находится и административный центр региона), Сан-Доминго, Каншунго и Кайо.
В жаркий сезон, с декабря по май, средняя температура воздуха в Кашеу колеблется между +20 °C и +30 °C. Сезон дождей с мая по ноябрь. Основной природно-климатический ландшафт региона Кашеу — мангровые леса и болота вдоль рек и океанского побережья. Через регион протекает река Рио-Кашеу, впадающая в Атлантический океан. Город Кашеу лежит на берегу этой реки.

## Население и экономика
Согласно официальной оценке, в регионе Кашеу на 2009 год проживали около 183 тысяч человек. Соотношение мужчин и женщин здесь — 100/91.
В религиозном отношении 30,7 % населения округа Кашеу — христиане, преимущественно католики, 14,8 % — мусульмане, 34 % исповедуют местные анимистические культы. К атеистам себя относят 3 % жителей.
В сельском хозяйстве, включая лесное хозяйство, заняты 63,5 % населения региона, в промышленности — 8,9 %, в сфере обслуживания — 6,1 %.
Основой экономики региона является сельское хозяйство, рыболовство в реках и лесная промышленность. Из агрокультур на первом месте стоит рисоводство, рисовые чеки разбросаны среди мангров вдоль русел рек и каналов.